# Distretto di Kecheng
Il distretto di Kecheng (柯城区S, KēchéngP) è un distretto della Cina, situato nella provincia dello Zhejiang.